# Бреннан, Сэмюэль
Сэмюэль Бреннан (англ. Samuel Brannan; 2 марта 1819, Сако, Мэн — 14 мая 1889, Эскондидо, Калифорния) — американский бизнесмен и журналист.

## Биография
Когда Сэмюэль Бреннан был подростком, его семья переселилась в Огайо. Там он стал учеником печатника. Затем Бреннан стал членом Церкви Иисуса Христа Святых последних дней (мормонской) и в 1844 году переселился в Нью-Йорк, где стал издавать мормонскую газету.
В середине 1840-х годов Бреннану предложили возглавить мормонских колонистов, отправлявшихся в Верхнюю Калифорнию, которая тогда принадлежала Мексике. В 1846 году во главе 240 колонистов Бреннан прибыл морским путём в Калифорнию, в портовый городок Йерба Буэна. Там он стал издавать газету California Star. В 1847 году, после того как в результате американо-мексиканской войны американские войска заняли Калифорнию, Йерба Буэна была переименована в Сан-Франциско. Бреннан основал первую школу в Сан-Франциско, а также открыл магазин в форте Саттера, основанном Джоном Саттером.
24 января 1848 года Джеймс В. Маршалл, работавший на лесопилке Джона Саттера, нашёл кусочки золота в водяном колесе. С этого началась Калифорнийская золотая лихорадка. Сэмюэль Бреннан узнал об обнаружении золота, когда один из работников Саттера заплатил золотым песком за бутылку бренди в его магазине и рассказал, где это золото было найдено, чтобы доказать, что оно настоящее. После этого Бреннан начал писать в своей газете об обнаружении золотых месторождений. В мае 1848 года Бреннан отправился на золотые прииски, набрал в бутылочку золотой песок и затем вернулся в Сан-Франциско, крича: «Золото! Золото на Американ-Ривер!» После этого уже к середине июня 1848 года ¾ мужского населения Сан-Франциско отправились искать золото. Затем Бреннан распространил на востоке США 2000 экземпляров газеты с сообщениями о золотых месторождениях. Это вызвало приток в Калифорнию ищущих быстрого обогащения.
Бреннан же скупал лопаты, промывные ковши, сковородки, кирки и другие товары для старателей, наполняя ими свои магазины. Его торговая сеть стала самой крупной в Калифорнии, её обороты доходили до 4000 долларов в день при том, что новый дом в Нью-Йорке в это время можно было купить за 2500 долларов. Прибыль составляла от 50 до 75 % от суммы выручки. За девять недель Бреннан заработал 36000 долларов. Лопаты, приобретённые по 10 долларов, продавались в магазинах Бреннана по 500 долларов. Сита, приобретённые по 4 доллара, продавались по 200 долларов. Кастрюли, приобретённые по 20 центов, продавались по 15 долларов. При этом цены росли: если две кирки сначала продавались за две унции золота, то вскоре они продавались уже за четыре. Если покупатели возмущались, то Бреннан отвечал, что «золото теперь повсюду и просто падает в цене».
Как глава местных мормонов Бреннан собирал с них 10 % их доходов на нужды церкви. Он должен был отправлять эти средства в Юту, в штаб-квартиру церкви, но не делал этого. Когда же к нему прислали посланника с требованием отдать «деньги Господа», то он якобы ответил: «Я оставлю деньги Господа у себя до тех пор, пока не получу квитанцию, подписанную самим Господом!».
В связи с ростом преступности из-за золотой лихорадки Бреннан основал комитет вигилантов для наведения порядка путём самосуда. В результате его отлучили от мормонской церкви по обвинению в причастности к убийству невинного человека.
Бреннан стал первым миллионером в Калифорнии. Он скупал недвижимость, занимался виноделием, инвестировал в банки, железнодорожные компании. В 1853 году он был избран сенатором штата Калифорния от города Сан-Франциско.
В 1870 году жена Бреннана потребовала развода, так как Бреннан постоянно изменял ей. Суд постановил, что она имеет право на половину состояния Бреннана, после чего Бреннану потребовалось продать свою недвижимость, причём по невыгодным ценам.
Затем Бреннан неудачно пытался заниматься земельными спекуляциями в Мексике. В 1887 году, чтобы свести концы с концами, ему пришлось торговать карандашами вразнос. Через два года он умер, и после него даже не осталось достаточно денег, чтобы оплатить его похороны.